# جبل اللويبدة
جبل اللويبدة هو جبل من جبال عمّان السبعة يقع بوسط عمّان عاصمة الأردن، يتوسط اهم المناطق في مدينة عمان، وهو موقع عريق عاش به أغنياء البلد وأمراء ويمتاز جبل اللويبدة بعدد كبير من المنازل والبنايات القديمة التي يعود بنائها لبداية القرن العشرين.

## التسمية
يوجد عدة اراء عن سبب تسمية الجبل بهذا الاسم، منها من يقول بان سبب التسمية يعود إلى نبتة اسمها اللويبده كانت تنبت فيه قديما، والآخر يقول أنه سمي كذلك نسبة إلى الضباع التي كانت ” تلبد ” به أي أنها “تتوارى عن الانظار. وهناك سبب أخر عن  التسمية هو أن الناس كانوا  يلبدون فيه في فصل الشتاء للاختباء من البرد. ويقال ان الرعاة كانوا يسيرون في الصباح الباكر بمواشيهم قادمين من مناطق حول عمان الى هذا الجبل لرعي الاغنام (متلبدين) بعباءاتهم الصوفية من برد الصباح حتى اذا وصلوا الى سهول ومراعي الشميساني شعروا بالدفء من الشمس التي تكون قد ارتفعت في الافق. .. وهناك أقوال اخرى ان الرعاة كانوا ايضاً في هذا الصباح (يلبدون) بجانب الصخور الكبيرة في سفوح جبل اللويبدة اتقاء من البرد لفترة حتى تحمى الشمس.

## سكانه
تم إحصاء سكان جبل اللويبدة (منطقة العبدلي) في العام 2004 بما يقارب 100000 نسمة

## موقعه

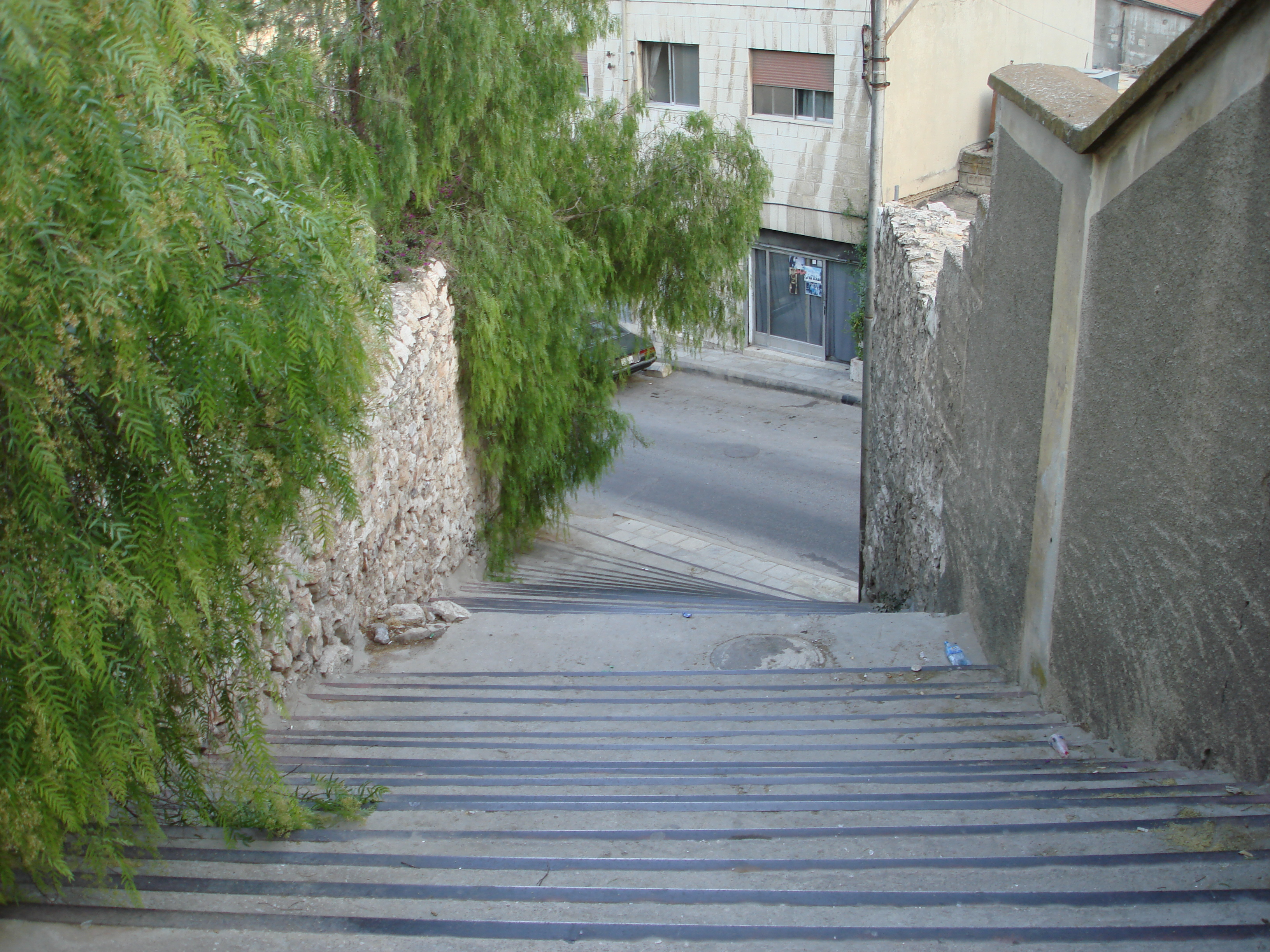
أحد أزقة جبل اللويبدة

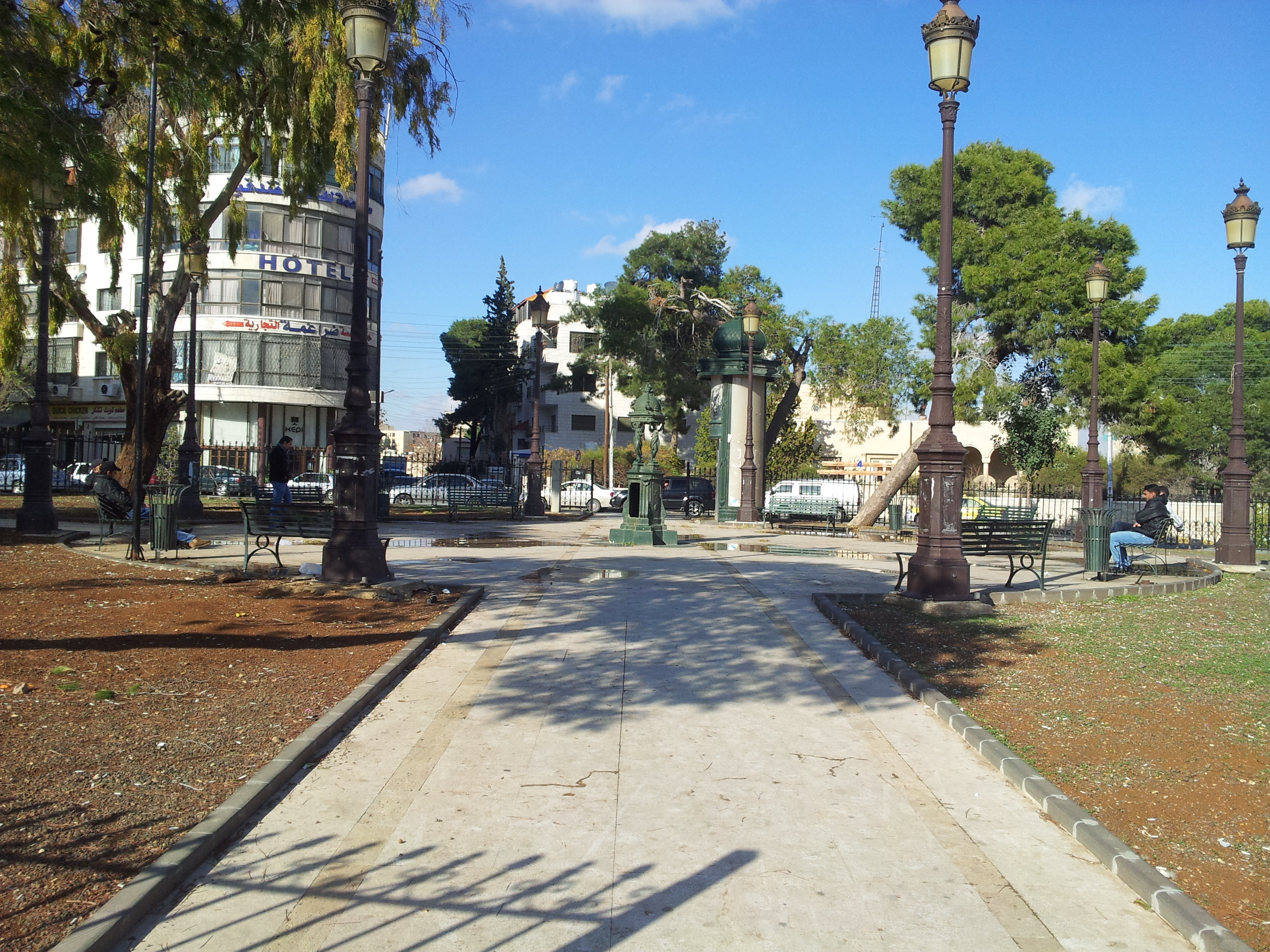
ساحة باريس.

يقع الجبل قريباً من وسط العاصمة عمان، يقابله جبل عمان من الجهة الجنوبية وجبل الحسين من الجهة الشمالية ووسط البلد من الجهة الشرقية ومنطقة الشميساني من الجهة الغربية، ما يسمح له بالانفتاح على المناطق الأخرى، وفيه السفارة الباكستانية والمركز الثقافي الفرنسي، رابطة الكتّاب ومديرية الأمن العام، مستشفى اللوزميلا ورابطة الفنانين ودارة الفنون ودوار باريس وهو موقع سياحي جميل. شوارع الجبل ضيقة بسبب قدم تأسيسه.
يتميز المنطقة بكثرة مداخلها وادراجها الجانبية من جهات شارع الأمير محمد وشارع الملك الحسين والعبدلي ببعض الحدائق كمتنزهات عامة مثل ما كان قديماً من متنزه دارة الفنون ومتنزه دوار الحاووز (دوار باريس حاليا) ومتنزه اللويبدة (متنزه متحف الفنون الجميلة)

## ابرز معالمه
- ساحة باريس، والتي كانت سابقا تعرف باسم دوار الحاووز
- بيت يعيش.[5]
- دار الأندى
- مسجد كلية الشريعة[3]
- مبنى مدرسة تراسانطة[3]
- سينما اللويبدة القديمة
- توجد اثار كنيسة بيزنطية بنيت قبل فترة طويلة توجد بعض اثارها الان ضمن ساحة دارة الفنون او دارة خالد شومان الثقافية.[4]
- دارة خالد شومان في الحقيقة تتألف من ثلاث مباني.
- مقر لرابطة الكتاب الأردنيين  لفترة 34 عام قبل انتقالها.

### الفنون
يضم جبل اللويبده عشرات بازارات متخصصة لبيع اللوحات الفنية والتحف الشرقية والحرف التقليدية، مما جعل المكان لتكون نقطة جذب سياحي، وفيه أيضا عدد من الفنادق الرخيصة نسبيا والقريبة من وسط البلد ومنطقة العبدلي الوسط التجاري الجديد لعمّان.

### مؤسسات المجتمع  المدني
يضم جبل اللويبدة العديد من المؤسسات والجمعيات والمنظمات الثقافية منها، نقابة الفنانين، ورابطة التشكيليين، وجمعية المكتبات الأردنية، ونادي هواة الطوابع الأردني ومركز حقوق الانسان وجمعية مكافحة العنصرية والصهيونية والمركز الثقافي الفرنسي وجمعية أصحاب التحف الشرقية ومسرح عمون ومسرح اسامة المشيني وسينما الخيام ورابطة الاعلاميات العربيات ودار الاندى للفنون ودار مكان للفنون وجمعية اصدقاء اللويبدة ودائرة الاراضي والمساحة والنادي الاولمبي ومركز الرواد الشباب والسفارة الايطالية والسفارة الباكستانية ومستشفى لوزميلا.

## جمعية أصدقاء اللويبدة الثقافية
تأسست جمعية أصدقاء اللويبدة الثقافية عام 2005  ويقع  مقرها  في شارع مرتضى الزبيدي في جبل اللويبدة، تأسست بهدف المحافظة على النمط المعماري لجبل اللويبدة. وحماية وتحسين البيئة الطبيعية والمادية. وحماية وتحسين النسيج الحضري. والمحافظة على اللغة المعمارية والطابع المعماري. وحماية وتطوير المساحات الخضراء والمتنزهات والحدائق العامة بما ينسجم مع الطابع العام وتشجيع وتنمية الاتجاهات والمشاريع الهادفة الى اعادة الحياه الى المناطق والعقارات المهجورة فيها.

## كتب عنه
كتاب «حارتي» لمؤلفه سالم أيوب قنا بدعم بدعم من المركز الثقافي الفرنسي ودارة الفنون، والذي تم إصداره عام 2007 حيث يتحدث عن منطقة داخل اللويبدة التي تبرز حراك الناس في انشغالاتهم اليومية أو عبر قضاء أوقاتهم الترفيهية في استراحات ومطاعم ومقاهٍ أو أمام مداخل محلاتهم وبيوتهم تحت ظلال ورود وزهور ياسمين التي تظلل حدائق اللويبدة في تكوينات بصرية جذابة. كما يتحدث عن الشخصيات الشهيرة التي قطنت اللويبدة وأثرت في سائر مناحي الحياة جراء عمليات التنمية والتطوير الاقتصادي والثقافي التي عاشها جبل اللويبدة في أكثر من حقبة زمنية قريبة.

## الملاحظات
1. ↑  متنزه اللويبدة عٌرف قديماً ببستان (طاش) الشركسي

## وصلات خارجية
- الموقع الرسمي لجبل اللويبدة